# パッシェンデールの戦い
パッシェンデールの戦い（パッシェンデールのたたかい、英語: Battle of Passchendaele、パッセンダーレの戦い、第三次イーペル会戦とも）は、第一次世界大戦の西部戦線における主要な戦いの一つ。1917年7月末から同年11月まで続いた。戦闘はイギリス、ANZAC、カナダ、南アフリカからなる連合国軍対ドイツ軍の間で戦われた。

## 概要
連合国軍の目的は、ベルギーのウェスト＝フランデレン州イーペル付近にあるパッシェンデール(パッセンダーレ、en:Passendale)を制圧し、ドイツ軍戦線に突破口を開きベルギーの海岸線まで進出、Uボートの活動拠点を占拠することにあった。これだけの突破作戦が成功すれば、戦線の要である位置に決定的な通廊が穿たれることになり、フランス軍への圧迫も除去されると期待できた。
戦場となった地域の大部分は元は沼沢地であり、雨が無くともぬかるんでいた。イギリス軍による極めて大規模な準備砲撃はこの脆弱な地表を引き裂いてしまい、8月以降の大雨と相俟って当時発明されたばかりの戦車ですら通行不能な底無し沼を至る所に作り出し、無数の兵士を溺死させることになった。これに対しドイツ軍は良好に整備された塹壕と、連合国軍の準備砲撃にもよく耐える相互に連携したトーチカ群に拠って防衛戦を遂行できた。最終的にパッシェンデールはカナダ軍により占拠されたが、連合国軍の損害は約45万人に及んだ一方、ドイツ側の損害は26万人であった。
現在のオランダ語で「パッシェンデール」（パッセンダーレ）はPassendaleと綴られる。古いPasschendaeleという綴りを用いる場合は、今日では特にこの戦いのことを指す（ただし、西フレミッシュ方言で発音する現地住民はPasschendoaleという綴りを用いる）。本来この名称は1917年10月〜11月の間に生起した戦いだけを指すべきだが、一般にはイギリス海外派遣軍による7月31日の作戦発起以降の作戦期間全体を指すようになった。三ヶ月に渡る激戦の末、カナダ軍団が1917年11月6日にパッシェンデールを奪取して戦闘は終わった。第一次世界大戦の「パッシェンデール」と言えば、「初期の近代的戦争が見せた極端な残虐性」を象徴する言葉である。
今日のパッセンダーレは、ベルギーの地方自治体であるゾンネベーケに含まれる。

## 前哨戦

### メシヌ高地

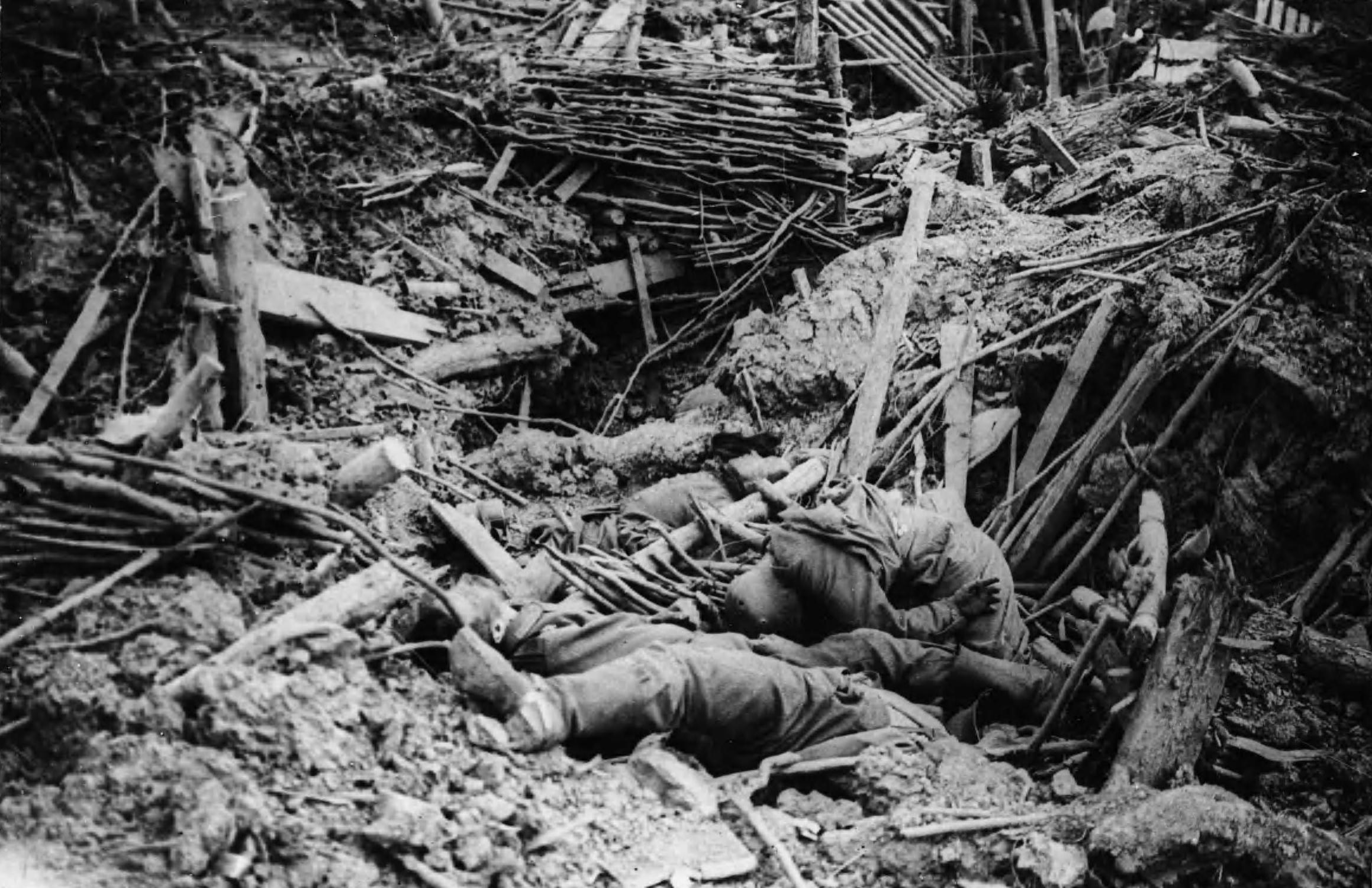
イギリス軍による爆破作戦で破壊されたドイツ側陣地

第一次イーペル会戦においてイーペル北方の橋をドイツ軍が奪取した結果、付近の連合国戦線はドイツ側に突出する形になり、周囲をドイツ軍に囲まれた上に高地のドイツ軍砲兵から見下ろされていた。連合軍最高司令官サー・ダグラス・ヘイグ元帥は、この突出部からベルギーの海岸線まで突破してドイツ軍の潜水艦基地を占拠することを決断した。作戦が成功すれば、独潜水艦隊を無力化できる他に連合軍戦線を整理・短縮しつつ新戦線の背後に多くのドイツ軍部隊を分断・包囲できると思われた。
攻勢開始にあたりヘイグは第二軍司令官のハーバート・プルーマー将軍（en:Herbert Plumer, 1st Viscount Plumer）に対し、戦略要地であるメシヌ高地の確保を命じた。
1915年春以来イーペル近郊に展開していた第二軍はメシヌ高地周辺の独軍陣地に対し緻密な坑道網を築いていた。1917年6月7日、ドイツ軍根拠地の地下にトンネルを掘って455トン(1,000,000 lb) のアンモナルを爆発させ1万人の独軍守備隊が瞬時に壊滅し、メシヌ高地は英軍の手に落ちた。これは、人間が意図して行った爆破としては(核兵器以外では)最大規模のものであると言われることもあるが、実際には、TNT爆弾3.2キロトン分に相当したイギリス軍によるビッグバン作戦での爆発が核兵器以外での世界最大の爆発である）。

### 1917年7月〜
ドイツ軍は7月にマスタードガスをイーペルで初めて実戦投入した(「イペリット」という通称の由来)。これは人体の皮膚や粘膜を襲い、皮膚や呼吸器に糜爛や炎症を起こし、眼を焼いて失明に至る場合もあり、非常な苦痛を伴った。
メシヌ高地奪取に続き、作戦の第二段階として、サー・ヒューバート・ゴフ（en:Hubert Gough）将軍率いる第五軍に対しイーペルを見下ろすゲルベルト台地を制圧するという任務が与えられた。多数の砲兵部隊が該当戦域に集められ4日間に渡り準備砲撃を実施したが、これによりドイツ軍は連合軍の攻勢意図を察知しかえって守備兵力を増強した。
連合軍が攻勢を進める上での障害の一つはイーゼル運河だったが、これは7月27日、ドイツ軍の塹壕が無人であることに連合軍が気付いて突破された。この4日後、主攻勢が開始され、ピルケム高地への大規模突撃により約1.8km前進したが、このたった一つの戦闘で連合軍は死傷者・行方不明者合計32,000人という損害を出した。その後も8月を通じてゲルベルト台地への攻勢は続くがことごとく失敗に終わった。
この作戦の全期間を通じ、地表状態は悪かった。絶え間のない砲撃は排水用の用水路を破壊してしまい、季節外れの大雨と相俟って、付近一帯は泥濘と満水の砲弾孔で覆い尽くされた。危険と判断された地帯には泥の上に通行用の板が渡されるなどしたが、当時の兵士が帯びた装備は約45kgにもなり、足を滑らせて砲弾孔にでも落ちればそのまま溺死する危険があった。辺りの樹木は葉も枝も吹き飛ばされて幹のみとなり、埋葬された戦死者の遺体は雨や砲撃で掘り返されてしばしば地表に露出した。

### 1917年9月〜
9〜10月の作戦においては「bite and hold」（噛って維持する）と呼ばれる新戦略が採用された。これは敢えて小規模な前進を行いその都度予想される反撃を撃退することで、戦果を積み重ねて行こうという発想に基づいていた。消耗し尽くしたヒューバート・ゴフ将軍の第五軍には第二軍が応援に投入され、作戦指揮も第二軍司令官ハーバート・プルーマー将軍が執ることとなった。
連合国軍はこの時点で同戦域に1,295門の砲を集めており、これは凡そ攻撃正面4.5mにつき1門に相当した。9月10日のメニン街道の戦いでは、大規模な砲撃に続く攻撃で約1.35km前進したが、ドイツ軍による抵抗もまた激しく、21,000人の損害を出した。この頃のドイツ軍は半永久的な陣地帯を構築しており、大変深く掘られた待避壕とコンクリート製のトーチカ群を備え、それを支援する砲兵は両軍陣地の中間地帯を正確に射界に収めていた。
続いて突出部南東のポリゴンの森の戦いとブローツァインデの戦いにおける攻撃では、連合国軍は約1.8km前進したのと引き換えに30,000人の損害を出した。大量の流血と引き換えに連合国軍は戦線をパッシェンデール付近まで進めていた。10月9日に実施されたランゲマルク＝プールカペレ（en:Langemark-Poelkapelle）に対する連合国軍の攻撃は陰惨な失敗に終わり、疲れ果てた兵士たちは僅かな前進の後撃退された。

## 第一次パッシェンデール戦

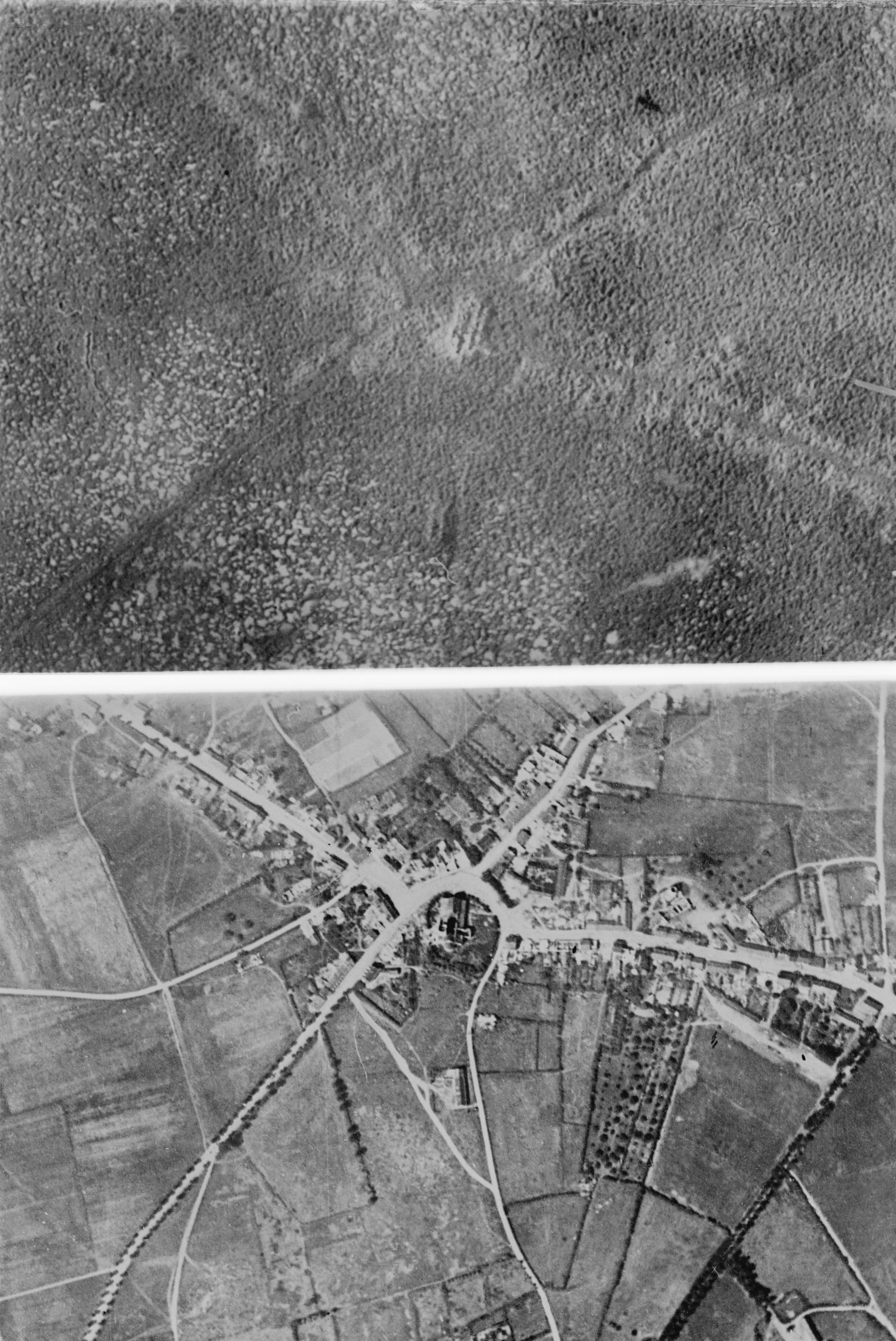
パッシェンデールの空撮写真、戦闘前と戦闘後。両軍が相手の遮蔽物や移動経路を悉く砲撃目標としたため村全体と道路までもが粉砕された様子が判る。

第一次パッシェンデール戦は、1917年10月12日、ランゲマルク＝プールカペレ付近で地歩を拡大しようとする連合国軍の再攻勢により始まった。大雨がまたしても移動を妨げ、泥のため砲を前進させることは出来なかった。連合国軍は撃退され士気は低下した。十分に準備の整った独軍の防衛態勢の前に連合軍の戦果は僅かであり損害は13,000人に及んだ。
この時点で連合軍の損害は100,000人に達していたが、戦果は極めて限定的であり戦略的突破も未達成だった。

## 第二次パッシェンデール戦

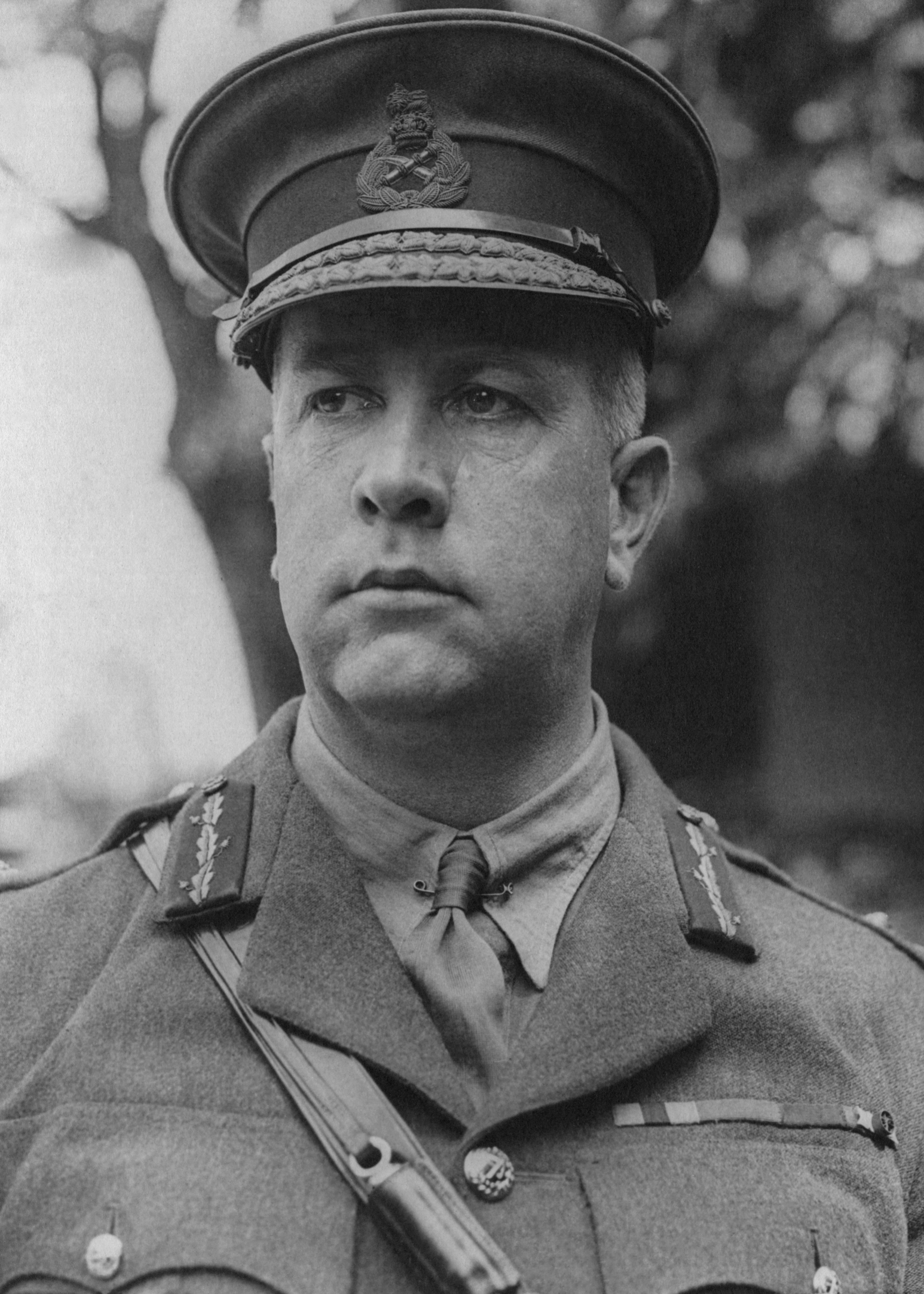
カナダの将軍サー・アーサー・ウィリアム・カリー。第二次パッシェンデール戦においてカナダ軍団を指揮した。

この時点で酷く消耗していたANZAC軍の代替として、カナダ軍団の二個師団が戦線に投入された。ヴィミー高地（en:Battle of Vimy Ridge）と70高地の戦い（en:Battle of Hill 70）における勝利の結果、カナダ軍は精鋭部隊として認められ、以後戦争を通じて最悪の戦場の幾つかに投入されることとなった。
到着に当り、カナダ部隊の総指揮官だったサー・アーサー・カリー将軍（en:Arthur Currie）は、目標を達成する上での損害は16,000人になるだろうとの見解を表明した。カリーは目標の価値に対してこの数字は異常に高過ぎるとの意見を持っていたが、ヘイグはここ何年かに連合軍が蒙った大損害を通じて損害何十万人と言った程度の数字には動じなくなってしまっており、攻勢を実行するよう命令した。
カナダ軍部隊は10月半ばに戦線入りした。1917年10月26日、カナダ軍の第三師団と第四師団の計20,000人が突出部の丘陵地帯を前進し、第二次パッシェンデール戦が開始された。連合軍は何百メートルかの前進と引き換えに12,000人の損害を出した。
イギリス軍二個師団の増援を受けて、10月30日に大雨の中で実施された二回目の攻撃により町は奪取された。続く5日間に渡りドイツ軍の砲撃と反撃に耐え、11月6日に第二波の増援部隊が到着した時点でカナダ軍二個師団の兵員は五分の四が失われていた。
交代部隊として投入されたのはカナダの第一師団と第二師団だった。ドイツ軍は依然戦場を取り囲んでいたため、6日に第三師団の残存兵力による限定的な攻撃が実施され、これに呼応した第一師団による大きな前進により戦域全体に渡って要地が確保された。
この攻撃で第一師団が実施した中の一例は52高地に対するものだった。52高地はパッシェンデールが位置したのと同じ低い丘の一角を占めており、この攻撃を支援するためにカナダ大陸派遣軍の第10大隊（en:The Calgary Highlanders）が予備から投入された。この大隊は本来攻撃に参加する予定では無かったが、第10大隊の指揮官は部下にあたかも攻撃主力を担当するかのように準備させており、この判断は大隊が予備状態を解除された時点で報われた。1917年11月10日、第10大隊は目標を軽微な損害で占拠した。
同日の第二師団による更なる攻撃によりドイツ軍は斜面から町の東へと追いやられ、連合軍による高地の確保は揺ぎ無いところとなった。

## 余波

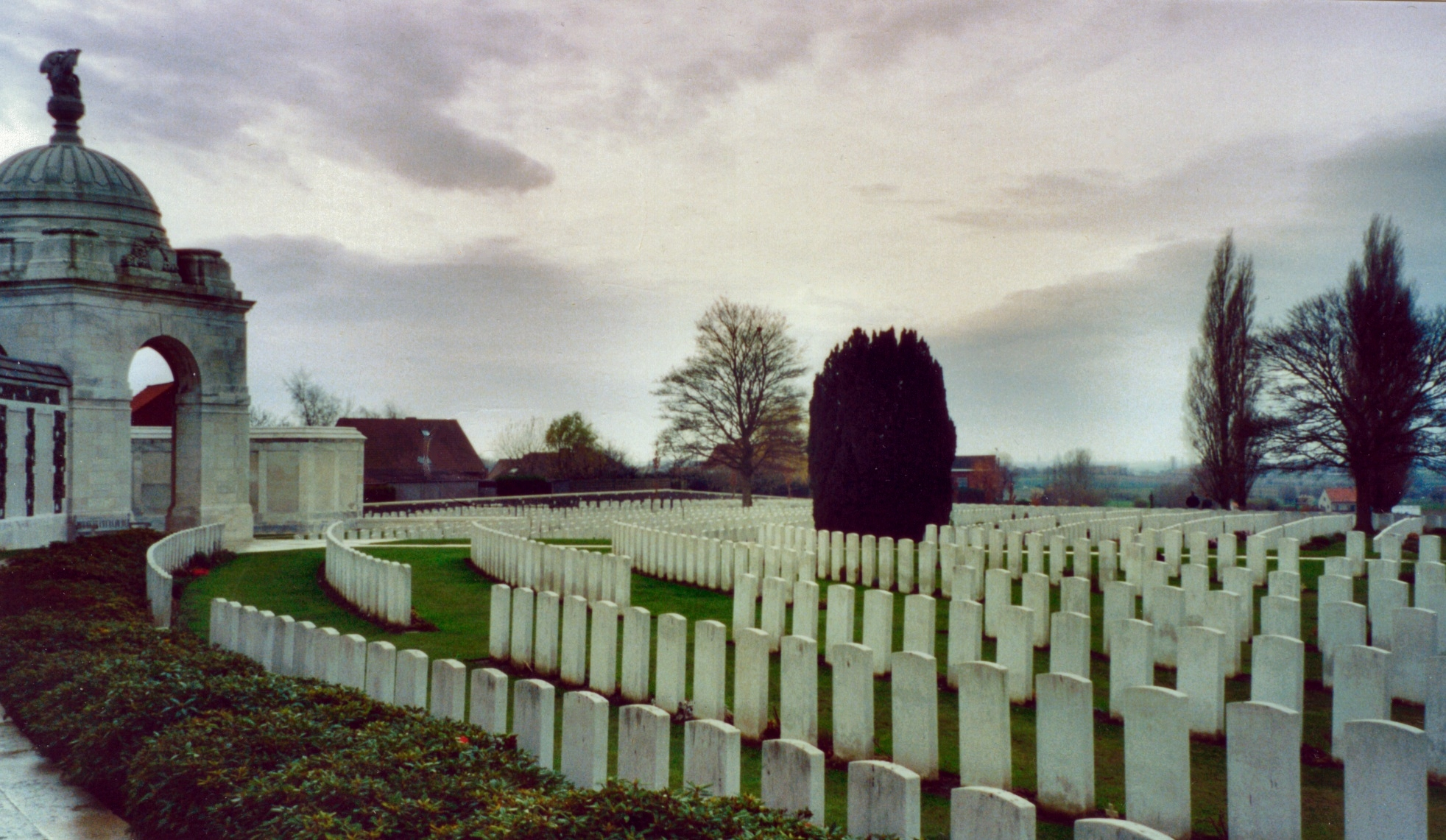
行方不明者のためのタイン・コット記念碑とタイン・コット墓地

カンブレーの戦いは戦車の集中投入により成された初の突破であり、最終的勝利への自信が揺らいでいたイギリス政府を立ち直らせたが、その際戦果を拡大するための予備兵力が不足した。これはこの会戦が原因である。イギリスの政治家達は人的損害を完全に補充することを渋るようになっていた。補充すればするだけ犠牲にされてしまうと恐れたためである。このことがイギリス軍をしてドイツ軍の攻撃の前に脆弱たらしめた。
1918年3月21日、ドイツ軍による大攻勢であるミヒャエル作戦が始まり、4月9日にはその助攻勢であるリスの戦い（en:Battle of the Lys (1918)）が始まった。この作戦でドイツ軍は約9.6km前進し連合軍がパッシェンデールで獲得した土地をほぼ全て奪回した。これは、連合軍が450,000人の損害と5ヶ月の時間を費やして得た土地が僅か3日で失われたことを意味しており、多くの歴史家達が指摘するようにイーペル突出部は元々「大作戦を仕掛けるほど戦略的に重要な地域ではなかった」ことをまた証明している。
これらの戦いとそれによるイギリス兵戦没者の記念碑として、イーペルのメネンポールト記念碑（en:Menin Gate Memorial）、タイン・コット墓地と行方不明者記念碑（en:Tyne Cot Cemetery）がある。後者はイギリス連邦戦争墓地委員会の墓地としては世界最大で、12,000基近い墓碑から成る。
パッシェンデールは第一次世界大戦における大規模戦闘の残虐さを象徴している。ドイツ軍は約270,000人を失い、イギリス帝国の各軍は計約300,000人を失った。この中にはニュージーランド兵約3,596人、オーストラリア兵36,500人、カナダ兵16,000人が含まれる。カナダ兵の損害はほとんどが10月26日から11月10日にかけての最終攻撃にて生じた。イギリス・ニュージーランド・オーストラリアで合わせて90,000人の遺体は身元を特定できず、また42,000人の遺体は最後まで発見できなかった。空撮写真の分析では1平方マイル（2.56 km2）当りの砲弾孔は約1,000,000個を数えた。